# Kobe Dierckx
Kobe Dierckx is een personage in de VTM-televisieserie Familie. Het personage werd gespeeld door Stoffel Bollu.

## Overzicht
Kobe is de zoon van Walter Dierckx en Carine Wattez. Als kind werd hij door zijn moeder te vondeling gelegd, waarna hij door geestelijken werd opgevangen en uiteindelijk in een missiepost op Dominica ging leven.
Wanneer Carine op sterven ligt: heeft ze slecht één wens: haar zoon Kobe ontmoeten. Walter start een zoektocht en brengt hem net op tijd bij het sterfbed van zijn moeder. Nadien beslist Kobe in België te blijven, om de band met zijn vader en de rest van de familie verder aan te sterken.
Kobe gaat aan de slag als opvoeder in het jongerenopvangtehuis van Marc Dewaele en Mieke Van den Bossche. Terzelfder tijd wordt hij verliefd op Lovely Van der Venne, maar zij blijkt een vaste relatie niet te zien zitten. Kobe besluit dan maar zijn vader achterna te gaan en ook priester te worden, tot hij verliefd wordt op Roxanne Ribbens, een probleemkind uit het opvangtehuis. Hij zegt voor haar zijn priesterstudies op, maar enkele weken later wordt Roxanne vermoord.
Kobe vindt zijn roeping terug en wil opnieuw priester worden. Wanneer hij na de dood van zijn vader te weten komt dat ook hijzelf besmet is met het hiv, breekt er iets in hem. Hij ontwikkelt een dubbele persoonlijkheid en randt een aantal vrouwen uit de buurt aan. Ook Shirley Van Kets en Noa de Rixart de Waremme worden slachtoffer. Uiteindelijk wordt hij ontmaskerd en opgesloten in een psychiatrische instelling.
Na lange tijd wordt Kobe genezen verklaard en komt hij weer op vrije voeten. Hij bergt zijn priesterplannen definitief op en gaat als schildersknecht voor Wim Veugelen werken. Uiteindelijk ziet hij in dat zijn hart nog steeds bij de missiepost in Dominica ligt en besluit hij terug te keren om er vrijwilligerswerk te gaan verrichten.